# Nicolás Fuica
Nicolás Guillermo Fuica Collazzi (Maldonado, 4 maggio 2004) è un calciatore uruguaiano, difensore del Dep. Maldonado.

## Carriera
Fuica è cresciuto nel settore giovanile del Dep. Maldonado, con cui ha firmato il primo contratto professionistico il 18 novembre 2021. Ha debuttato in prima squadra il 2 ottobre 2023 nell'incontro di Primera División perso 2-0 contro il Boston River.

## Statistiche

### Presenze e reti nei club
Statistiche aggiornate al 21 maggio 2024.
| Stagione        | Squadra         | Campionato      | Campionato | Campionato | Coppe nazionali | Coppe nazionali | Coppe nazionali | Coppe continentali | Coppe continentali | Coppe continentali | Altre coppe | Altre coppe | Altre coppe | Totale | Totale | Totale |
| Stagione        | Squadra         | Comp            | Pres       | Reti       | Comp            | Pres            | Reti            | Comp               | Pres               | Reti               | Comp        | Pres        | Reti        | Pres   | Reti   |        |
| --------------- | --------------- | --------------- | ---------- | ---------- | --------------- | --------------- | --------------- | ------------------ | ------------------ | ------------------ | ----------- | ----------- | ----------- | ------ | ------ | ------ |
| 2023            | Dep. Maldonado  | PD              | 2          | 0          | CU              | 1               | 0               | CL                 | 0                  | 0                  |             | -           | -           | 3      | 0      |        |
| 2024            | Dep. Maldonado  | PD              | 10         | 0          | CU              | 0               | 0               |                    | -                  | -                  |             | -           | -           | 10     | 0      |        |
| Totale carriera | Totale carriera | Totale carriera | 12         | 0          |                 | 1               | 0               |                    | 0                  | 0                  |             | -           | -           | 13     | 0      |        |